# Blaibach
Blaibach er en kommune i Landkreis Cham i Regierungsbezirk Oberpfalz i den østlige del af den tyske delstat Bayern, med godt 2.000 indbyggere.

## Geografi
Blaibach ligger mellem byen Bad Kötzting og kommunen Miltach ved floden Regen i Bayerischen Wald.

### Landsbyer og bebyggelser
| - Blaibach - Blaibacher See - Dürrnwies - Gmündt - Harras - Haselstauden - Hetzenberg - Hill - Hochfeld - Kolmberg | - Kreuzbach - Lernbechermühle - Neukolmberg - Plarnhof - Pulling - Reckendorf - Spielberg - Untergschaidt - Wimbach |